# Molophilus (Molophilus) creon
Molophilus (Molophilus) creon is een tweevleugelige uit de familie steltmuggen (Limoniidae). De soort komt voor in het Oriëntaals gebied.